# 東京私立中学高等学校協会
東京私立中学高等学校協会（とうきょうしりつちゅうがくこうとうがっこうきょうかい）は、東京都の私立中学校・高等学校・中等教育学校の全419校が参加している任意団体である。各支部内で部活動の大会・対外試合などを行うことが慣例となっている。

## 所在地
- 〒102-0073 東京都千代田区九段北4-2-25 私学会館別館 4階

## 支部及び加盟校の一覧

### 第1支部
千代田区・中央区・文京区の一部
| - 大妻 （学校法人大妻学院） - 大原学園 （学校法人大原学園） - 神田女学園 （学校法人神田女学園） - 暁星 （学校法人暁星学園） - 共立女子 （学校法人共立女子学園） - 錦城学園 （学校法人錦城学園） - 麹町学園女子 （学校法人麹町学園） | - 女子学院 （学校法人女子学院） - 白百合学園 （学校法人白百合学園） - 正則学園 （学校法人正則学園） - 中央大学 （学校法人中央大学） - 千代田・武蔵野大学附属千代田 （学校法人武蔵野大学） - 東京家政学院 （学校法人東京家政学院） - 東洋 （学校法人東洋高等学校） | - 二松学舎大学附属 （学校法人二松学舎） - 開智日本橋学園 （学校法人開智学園） - 雙葉 （学校法人雙葉学園） - 三輪田学園 （学校法人三輪田学園） - 明治大学付属明治 （学校法人明治大学） - 和洋九段女子 （学校法人和洋学園） |

### 第2支部
港区
| - 麻布 （学校法人麻布学園） - 慶應義塾 （慶應義塾） - 慶應義塾女子 （慶應義塾） - 頌栄女子学院 （学校法人頌栄女子学院） - 芝 （学校法人芝学園） | - 芝国際 （学校法人東京女子学園） - 聖心女子学院 （学校法人聖心女子学院） - 正則 （学校法人正則学院） - 高輪 （学校法人高輪学園） - 東海大学付属高輪台 （学校法人東海大学） | - 東洋英和女学院 （学校法人東洋英和学院） - 広尾学園 （学校法人順心広尾学園） - 普連土学園 （学校法人普連土学園） - 明治学院 （学校法人明治学院） - 山脇学園 （学校法人山脇学園） |

### 第3支部
新宿区・渋谷区・調布市・豊島区の一部・練馬区の一部
| - 青山学院 （学校法人青山学院） - 海城 （学校法人海城学園） - 学習院 （学校法人学習院） - 学習院女子 （学校法人学習院） - 関東国際 （学校法人関東国際学園） - 晃華学園 （学校法人晃華学園） - 國學院 （学校法人國學院大學） | - 実践女子学園 （学校法人実践女子学園） - 渋谷教育学園渋谷 （学校法人渋谷教育学園） - 成女学園・成女 （学校法人成女学園） - 成城 （学校法人成城学校） - 東海大学付属望星 （学校法人東海大学） - 東京女学館 （学校法人東京女学館） - 桐朋女子 （学校法人桐朋学園） | - 富士見丘 （学校法人富士見丘学園） - 保善 （学校法人保隣教育財団） - 目白学園 （学校法人目白学園） - 早稲田 （学校法人早稲田高等学校） - 早稲田大学 （学校法人早稲田大学） |

### 第4支部
文京区の一部
| - 跡見学園 （学校法人跡見学園） - 郁文館 （学校法人郁文館夢学園） - 郁文館グローバル （学校法人郁文館夢学園） - 桜蔭 （学校法人桜蔭学園） - 京華 （学校法人京華学園） - 京華商業 （学校法人京華学園） - 京華女子 （学校法人京華学園） | - 京北学園白山 （学校法人東洋大学） - 駒込 （学校法人駒込学園） - 小石川淑徳学園 （学校法人淑徳学園） - 昭和第一 （学校法人昭和一高学園） - 貞静学園 （学校法人貞静学園） - 東京音楽大学付属 （学校法人東京音楽大学） - 東邦音楽大学附属東邦 （学校法人三室戸学園） | - 東洋女子 （学校法人東洋女子学園） - 東洋大学京北 （学校法人東洋大学） - 獨協 （学校法人獨協学園） - 日本大学豊山 （学校法人日本大学） - 広尾学園小石川 （学校法人村田学園） - 文京学院大学女子 （学校法人文京学園） |

### 第5支部
台東区・北区・荒川区
| - 安部学院 （学校法人安部学院） - 岩倉 （学校法人明昭学園） - 上野学園 （学校法人上野学園） - 開成 （学校法人開成学園） - 北豊島 （学校法人北豊島学園） | - 桜丘 （学校法人桜丘） - サレジアン国際学園 （学校法人星美学園） - 順天 （学校法人順天学園） - 女子聖学院 （学校法人聖学院） - 駿台学園 （学校法人駿台学園） | - 聖学院 （学校法人聖学院） - 成立学園 （学校法人成立学園） - 瀧野川女子学園 （学校法人瀧野川女子学園） - 東京成徳大学 （学校法人東京成徳学園） - 武蔵野 （学校法人武蔵野学院） |

### 第6支部
墨田区・江東区・足立区・葛飾区・江戸川区
| - 愛国 （学校法人愛国学園） - 足立学園 （学校法人足立学園） - 江戸川女子 （学校法人江戸川学園） - かえつ有明 （学校法人嘉悦学園） - 関東第一 （学校法人守屋育英学園） | - 共栄学園 （学校法人共栄学園） - 修徳 （学校法人修徳学園） - 潤徳女子 （学校法人潤徳女子学園） - 中央学院大学中央 （学校法人中央学院） - 中村 （学校法人中村学園） | - 日本大学第一 （学校法人日本大学第一学園） - 安田学園 （学校法人安田商工教育会） - 立志舎 （学校法人立志舎） |

### 第7支部
品川区・大田区・目黒区の一部・世田谷区の一部
| - 大森学園 （学校法人大森学園） - 攻玉社 （学校法人攻玉社学園） - 香蘭女学校 （学校法人香蘭女学校） - 品川エトワール女子 （学校法人町田学園） - 品川学藝 （学校法人三浦学園） - 品川翔英 （学校法人小野学園） - 品川女子学院 （学校法人品川女子学院） - 自由ヶ丘学園 （学校法人自由ヶ丘学園） | - 清明学園 （学校法人清明学園） - 青稜 （学校法人青蘭学院） - 多摩大学目黒 （学校法人田村学園） - 田園調布学園 （学校法人調布学園） - 東京 （学校法人上野塾） - 東京学園 （学校法人東京学園） - 東京実業 （学校法人上野塾） - トキワ松学園 （学校法人トキワ松学園） | - 日本体育大学荏原 （学校法人日本体育大学） - 羽田・羽田国際 （学校法人簡野学園） - 日出 （学校法人目黒日本大学学園） - 文教大学付属 （学校法人文教大学学園） - 朋優学院 （学校法人朋優学院） - 目黒学院 （学校法人目黒学院） - 八雲学園 （学校法人八雲学園） - 立正 （学校法人立正大学学園） |

### 第8支部
目黒区の一部・世田谷区の一部・町田市の一部・稲城市
| - 鷗友学園女子 （学校法人鷗友学園） - 科学技術学園 （学校法人科学技学園） - 国本女子 （学校法人国本学園） - 恵泉女学園 （学校法人恵泉女学園） - 佼成学園女子 （学校法人佼成学園） - 国士舘 （学校法人国士舘） - 駒澤学園女子 （学校法人駒澤学園） - 駒澤大学 （学校法人駒澤大学） - 駒場学園 （学校法人駒場学園） - 駒場東邦 （学校法人東邦大学） - サレジアン国際学園世田谷 （学校法人目黒星美学園） | - 下北沢成徳 （学校法人成徳学園） - 松蔭大学附属松蔭 （学校法人松蔭学園） - 昭和女子大学附属昭和 （学校法人昭和女子大学） - 成城学園 （学校法人成城学園） - 聖ドミニコ学園 （学校法人聖ドミニコ学園） - 世田谷学園 （学校法人世田谷学園） - 大東学園 （学校法人大東学園） - 玉川学園 （学校法人玉川学園） - 玉川聖学院 （学校法人玉川聖学院） - 鶴川 （学校法人明泉学園） - 田園調布雙葉 （学校法人田園調布雙葉学園） | - 東京農業大学第一 （学校法人東京農業大学） - 東京都市大学付属 （学校法人五島育英会） - 明治大学付属世田谷 （学校法人日本学園） - 日本工業大学駒場 （学校法人日本工業大学） - 日本女子体育大附二階堂 （学校法人二階堂学園） - 日本大学櫻丘 （学校法人日本大学） - 日本大学第三 （学校法人日本大学第三学園） - 日本聾話学校 （学校法人日本聾話学校） - 三田国際学園 （学校法人戸板学園） - 和光 （学校法人和光学園） |

### 第9支部
中野区・杉並区
| - 大妻中野 （学校法人誠美学園） - 光塩女子学院 （学校法人光塩女子学園） - 佼成学園 （学校法人佼成学園） - 國學院大學久我山 （学校法人國學院大學） - 実践学園 （学校法人実践学園） - 女子美術大学付属 （学校法人女子美術大学） - 杉並学院 （学校法人菊華学園） | - 専修大学附属 （学校法人専修大学附属高等学校） - 中央大学杉並 （学校法人中央大学） - 東亜学園 （学校法人東亜学園高等学校） - 新渡戸文化 （学校法人新渡戸文化学園） - 東京立正 （学校法人堀之内学園） - 日本大学第二 （学校法人日本大学第二学園） - 日本大学鶴ヶ丘 （学校法人日本大学） | - 文化学園大学杉並 （学校法人文化学園） - 宝仙学園 - 順天堂大学系属理数インター （学校法人宝仙学園） - 堀越 （学校法人堀越学園） - 明治大学付属中野 （学校法人中野学園） - 立教女学院 （学校法人立教女学院） |

### 第10支部
豊島区の一部・練馬区の一部・板橋区・清瀬市・東久留米市
| - 旭出学園 （学校法人旭出学園） - 英明フロンティア （学校法人東京女子学院） - 川村 （学校法人川村学園） - 芝浦工業大学 （学校法人芝浦工業大学） - 自由学園男子部・自由学園女子部 （学校法人自由学園） - 十文字 （学校法人十文字学園） - 淑徳 （学校法人大乗淑徳学園） - 淑徳巣鴨 （学校法人大乗淑徳学園） | - 城西大学附属城西 （学校法人城西学園） - 城北 （学校法人城北学園） - 昭和鉄道 （学校法人豊昭学園） - 巣鴨 （学校法人巣鴨学園） - 大東文化大学第一 （学校法人大東文化学園） - 帝京 （学校法人帝京学園） - 東京家政大学附属女子 （学校法人渡辺学園） - 東星学園 （学校法人東星学園） | - 豊島岡女子学園 （学校法人豊島岡女子学園） - 豊島学院 （学校法人豊昭学園） - 日本大学豊山女子 （学校法人日本大学） - 富士見 （学校法人山崎学園） - 豊南 （学校法人豊南学園） - 本郷 （学校法人本郷学園） - 武蔵 （学校法人根津育英会武蔵学園） - 立教池袋 （学校法人立教学院） |

### 第11支部
八王子市・立川市・府中市・昭島市・多摩市・あきる野市・小平市・東村山市・国立市・町田市の一部
| - 穎明館 （学校法人堀越学園） - NHK学園 （学校法人NHK学園） - 桜美林 （学校法人桜美林学園） - 大妻多摩 （学校法人大妻学院） - 共立女子第二 （学校法人共立女子学園） - 錦城 （学校法人錦城学園） - 国立音楽大学附属音楽 （学校法人国立音楽大学） - 啓明学園 （学校法人啓明学園） - 工学院大学附属 （学校法人工学院大学） - サレジオ （学校法人育英学院） | - 昭和第一学園 （学校法人昭和一高学園） - 白梅学園清修・白梅学園 （学校法人白梅学園） - 聖パウロ学園 （学校法人聖パウロ学園） - 創価 （学校法人創価学園） - 拓殖大学第一 （学校法人拓殖大学） - 立川女子 （学校法人村井学園） - 多摩大学附属聖ヶ丘 （学校法人田村学園） - 帝京大学 （学校法人帝京大学） - 帝京八王子 （学校法人冲永学園） - 東海大学菅生 （学校法人菅生学園） | - 東京純心女子 （学校法人東京純心女子学園） - 桐朋 （学校法人桐朋学園） - 日本体育大学桜華 （学校法人日本体育大学） - 八王子学園八王子 （学校法人八王子学園） - 八王子実践 （学校法人矢野学園） - 明治学院・明治学院東村山 （学校法人明治学院） - 明治大学附属八王子 （学校法人中野学園） - 明星 （学校法人明星学苑） - 明法 （学校法人明法学院） |

### 第12支部
武蔵野市・三鷹市・小金井市・西東京市・国分寺市
| - 吉祥女子 （学校法人守屋教育学園） - 国際基督教大学 （学校法人国際基督教大学） - 聖徳学園 （学校法人聖徳学園） - 成蹊 （学校法人成蹊学園） - 大成 （学校法人大成学園） | - 中央大学附属 （学校法人中央大学） - 東京電機大学 （学校法人東京電機大学） - 藤村女子 （学校法人井之頭学園） - 文華女子 （学校法人日本文華学園） - 法政大学第一 （学校法人法政大学） | - 明星学園 （学校法人明星学園） - 武蔵野女子学院 （学校法人武蔵野大学） - 武蔵野大学 （学校法人武蔵野大学） - 早稲田実業 （学校法人早稲田実業学校） |